# Bourbon–Szicíliai Mária Amália francia királyné
Mária Amália Terézia (születési nevén olaszul: Maria Amalia Teresa, franciául: Marie Amélie Thérèse; Caserta, Szicíliai Királyság, 1782. április 26. – Claremont, Nagy-Britannia, 1866. március 24.), Bourbon-házból származó nápoly–szicíliai királyi hercegnő, Louis Philippe d’Orléans hitveseként előbb Orléans hercegnéje 1809-től, majd hitvese trónra léptét követően a franciák királynéja (franciául: reine des français) 1830-tól férje 1848. februári forradalom során történt lemondásáig.
A hercegnő volt I. Ferdinánd nápoly–szicíliai király és Ausztriai Mária Karolina tizedik leánya, a későbbi Mária Terézia osztrák császárné és I. Ferenc nápoly–szicíliai király testvére. 1809-ben házasodott össze Orléans hercegével, Lajos Fülöppel. Összesen tíz gyermekük született, köztük a trónörökös, Ferdinand Philippe, és Louise Marie, I. Lipót belga király második felesége is.

## Élete

### Származása, testvérei
Mária Amália Terézia nápoly–szicíliai királyi hercegnő a casertai királyi palotában született 1782-ben.
Édesapja a Bourbon-házból való IV. Ferdinánd nápolyi király (1751–1825) (a későbbi I. Ferdinánd nápoly–szicíliai király) volt, III. Károly spanyol király és Mária Amália Krisztina szász hercegnő, lengyel királyi hercegnő, spanyol királyné fia.
Édesanyja Mária Karolina Lujza főhercegnő (1752–1814) volt, I. (Lotaringiai) Ferenc német–római császár (1708–1765) és Mária Terézia császárné (1717–1780) leánya, akit himlőben elhalt nővérei (Mária Johanna Gabriella, 1750–1762 és Mária Jozefa, 1751–1767) helyett adtak feleségül Ferdinándhoz 1768-ban.
Tizennyolc (!) testvér között Mária Amália Terézia hercegnő volt a tizedik:
1. Mária Terézia Karolina hercegnő (1772–1807), I. Ferenc császár felesége, német-római majd osztrák császárné.
2. Lujza Mária Amália hercegnő (1773–1802), III. Ferdinánd toszkánai nagyherceg felesége, Ferenc császár sógora.
3. Károly Titusz Ferenc Gennaro, Calabria hercege (1775–1778), kisgyermekként meghalt.
4. Mária Anna Jozefina (Giuseppina) hercegnő (1776–1780), kisgyermekként meghalt.
5. Ferenc Januárius (Gennaro), Calabria hercege (1777–1830), 1778-tól trónörökös, 1830-tól I. Ferenc néven nápoly–szicíliai király.
6. Mária Amália hercegnő (1779–1783), kisgyermekként meghalt.
7. Mária Krisztina Amália Terézia hercegnő (1779–1849), aki Károly Félix szárd–piemonti királyhoz, Savoya hercegéhez (1765–1831) ment férjhez.
8. Gennaro Károly Ferenc herceg (1780–1789), gyermekként meghalt.
9. József Catello Gennaro herceg (1781–1783), kisgyermekként meghalt.
10. Mária Amália Terézia hercegnő (1782–1866), Orléans-i Lajos Fülöp francia király felesége.
11. Mária Krisztina (*/†1783), születésekor meghalt.
12. Mária Antonietta Terézia hercegnő (1784–1806), aki VII. Ferdinánd spanyol király (1784–1833) első felesége lett.
13. Mária Klotild Terézia hercegnő (1786–1792), gyermekként meghalt.
14. Henrietta (Enrichetta) Mária Kárméla hercegnő (1787–1792), kisgyermekként meghalt.
15. Károly Gennaro Ferenc herceg (1788–1789), kisgyermekként meghalt.
16. Lipót János József herceg (1790–1851), Salerno hercege, aki 1816-ban unokahúgát, Mária Klementina főhercegnőt (1798–1881), I. Ferenc császár leányát vette feleségül.
17. Albert Fülöp Maria herceg (1792–1798), gyermekként meghalt.
18. Mária Erzsébet Terézia hercegnő (1793–1801), gyermekként meghalt.

Anyja a kivégzett Marie Antoinette francia királyné nővére volt, Mária Amália tehát XVI. Lajos király unokahúga volt, de emellett unokatestvére volt a bebörtönzött XVII. Lajos királynak és Mária Lujza francia császárnénak, I. Napóleon császár feleségének is.

### Ifjúsága
Gondos nevelésben részesült, amely továbbfejlesztette jellemének természetes vonásait, a könyörületességet, a tisztességet és az igazságszeretetet. Családi körben „La Santá”-nak, „Szent Leánynak” nevezték. 1798-ban Bonaparte tábornok csapatainak bevonulása és az ennek nyomán kitört forradalmi mozgolódás miatt apja családjával együtt Palermóba, majd 1800-ban Bécsbe menekült. 1800–1802 között Mária Amália hercegnő anyjával és testvéreivel együtt a bécsi császári udvarban élt. 1806-ban ismét Szicíliába menekültek Masséna tábornok csapatai elől. Mária Amália hercegnő e második kényszerű palermói tartózkodás alkalmával, a királyi családi ottani rezidenciáján ismerkedett meg a Franciaországból menekült Lajos Fülöppel, Orléans hercegével, az 1793-ban kivégzett orléans-i herceg, „Egyenlőség Fülöp” legidősebb fiával.

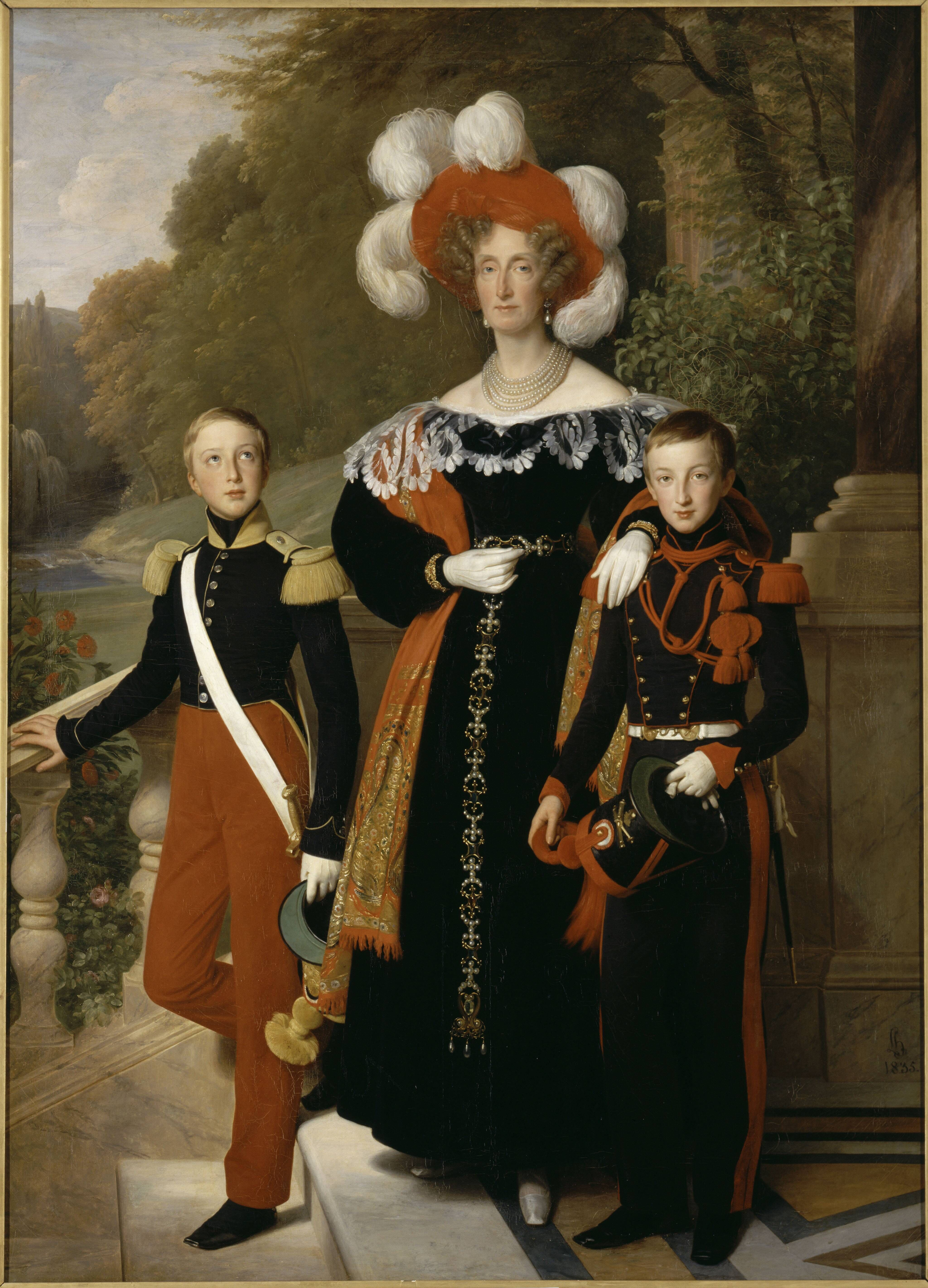
Mária Amália királyné gyermekeivel, Henri (balra) és Antoine (jobbra) hercegekkel

### Házassága, gyermekei
Mária Amália Terézia hercegnő 1809. november 25-én Palermóban feleségül ment Lajos Fülöp orléans-i herceghez (1773–1850), Chartres hercegéhez, Lajos Fülöp József orléans-i hercegnek (1747–1793) és a Bourbon-házból való Louise Marie Adélaïde penthièvre-i hercegnőnek (1753–1821) legidősebb fiával. Apósát, Lajos Fülöp apját, a népszerű „Egyenlőség Fülöpöt” („Philippe-Égalité”) a francia jakobinusok 1793. november 6-án Párizsban halálra ítélték és nyaktilóval kivégezték. Anyósa, Louise-Marie de Bourbon hercegnő XIV. Lajos francia királynak (a Napkirálynak) és szeretőjének, Françoise Athénaïs de Rochechouart de Mortemart-nak (Madame de Montespan) márkinénak dédunokája volt.
Tíz gyermekük született, akik valamennyien a királyi vérből való herceg(nő)i (princ(ess)e du sang) címet viselték, majd 1830-tól, Lajos Fülöp trónra lépésétől francia királyi herceg(nő)i (prince royal, princesse royale) címet is felvehették:
1. Ferdinand Philippe d’Orléans (1810–1842), Chartres hercege, 1830-tól trónörökös, Orléans hercege (duc d’Orléans), aki 1837-ben Helene Luise Elisabeth zu Mecklenburg–Schwerin német hercegnőt (1814–1858) vette feleségül. Kocsibalesetben veszítette életét.
2. Louise-Marie Thérèse d’Orléans (1812–1850), aki I. Lipót belga király felesége, 1832-től Belgium első királynéja lett.
3. Marie Christine Caroline d’Orléans (1813–1839), jónevű szobrász, 1837-től Alexander Friedrich Wilhelm von Württemberg herceg (1804–1881) felesége.
4. Louis Charles Philippe Raphael d’Orléans (1814–1896), Nemours hercege, aki 1840-ben a Szász–Coburg–Gothai-házból származó Viktoria Franziska Antonia von Sachsen–Coburg–Saalfeld–Koháry (1822–1857) német hercegnőt, csábrághi és szitnyai Koháry Mária Antónia Gabriella (1797–1862) hercegnő legifjabb leányát vette feleségül.
5. Françoise Louise Caroline d’Orléans (1816–1818), királyi hercegnő (princesse de France), kisgyermekként meghalt.
6. Marie Clémentine Caroline Léopoldine Clotilde d’Orléans (1817–1907), királyi hercegnő (princesse de France), 1830-tól Clémentine d’Orléans, aki 1843-ban a Szász–Coburg–Gothai-házból való August Ludwig Viktor von Sachsen–Coburg–Saalfeld–Koháry német herceghez (1818–1881), csábrághi és szitnyai Koháry Mária Antónia Gabriella (1797–1862) hercegnő második fiához ment feleségül.
7. François Ferdinand d’Orléans (1818–1900) tengernagy, Joinville hercege, aki 1843-ban a Bragança-házból való Franciska Karolina brazil császári hercegnőt (1824–1898), I. Péter brazil császár leányát vette feleségül.
8. Charles Ferdinand Philippe Emmanuel d’Orléans (1820–1828), Penthièvre hercege, gyermekként meghalt.
9. Henri Eugène Philippe Louis d’Orléans (1822–1897), Aumale hercege, tábornok és neves műgyűjtő, aki 1844-ben unokanővérét, a Bourbon-házból való Mária Karolina Auguszta nápoly–szicíliai királyi hercegnőt (1822–1869), Lipót János József salernói herceg (1790–1851) és Habsburg–Lotaringiai Mária Klementina főhercegnő (1798–1881) leányát, I. Ferenc császár unokáját vette feleségül.
10. Antoine Marie Philippe Louis d’Orléans (1824–1890), Montpensier hercege, aki 1846-ban a Bourbon-házból való Lujza Fernanda spanyol infánsnőt (1832–1897), VII. Ferdinánd spanyol király leányát vette feleségül.

### A napóleoni háborúk után
1814-ben, Napóleon császár lemondása és a Bourbon-ház restaurációja után Lajos Fülöp visszatérhetett Franciaországba, és megkapta Orléans hercegének méltóságát. Felesége és gyermekei is hazatértek, a család a párizsi Palais Royalba költözött. Napóleon visszatérésekor, a „száz nap” idején ismét elmenekültek. Mária Amália hercegné négy kisebb gyermekével Angliába utazott. Két évig London közelében, a twickenhami Orleans House-ban éltek.
1817-ben az orléans-i hercegné ismét visszatért Franciaországba. Neuillybe költözött családjával. 1828-ig életének legnyugodtabb és legboldogabb éveit élhette meg itt. Sohasem avatkozott aktívan a politikai ügyekbe, de viselkedése közvetett módon mégis befolyásolta férjének, Lajos Fülöpnek politikai pályáját. Családja hagyományait követve Mária Amália a legszigorúbban vallásos, konzervatív nézeteket vallotta. Ultra-royalista és legitimista álláspontja megingathatatlannak bizonyult. Ez szöges ellentétben állt férjének liberális nézeteivel, amelyek gyanakvást keltettek személye iránt az ugyancsak ultrakonzervatív X. Károly királyban és tanácsadóiban. A szilárdan legitimista Mária Amália hercegné azonban mentesült minden gyanú és kétely alól, nagy tekintélye volt a király környezete előtt, és ez férjét is megóvta minden zaklatástól. A hercegné minden figyelmét népes családja nevelésére, taníttatására fordíthatta. Még 1830 után, Franciaország királynéjaként is a gyermekeiről való gondoskodás állt életének középpontjában.

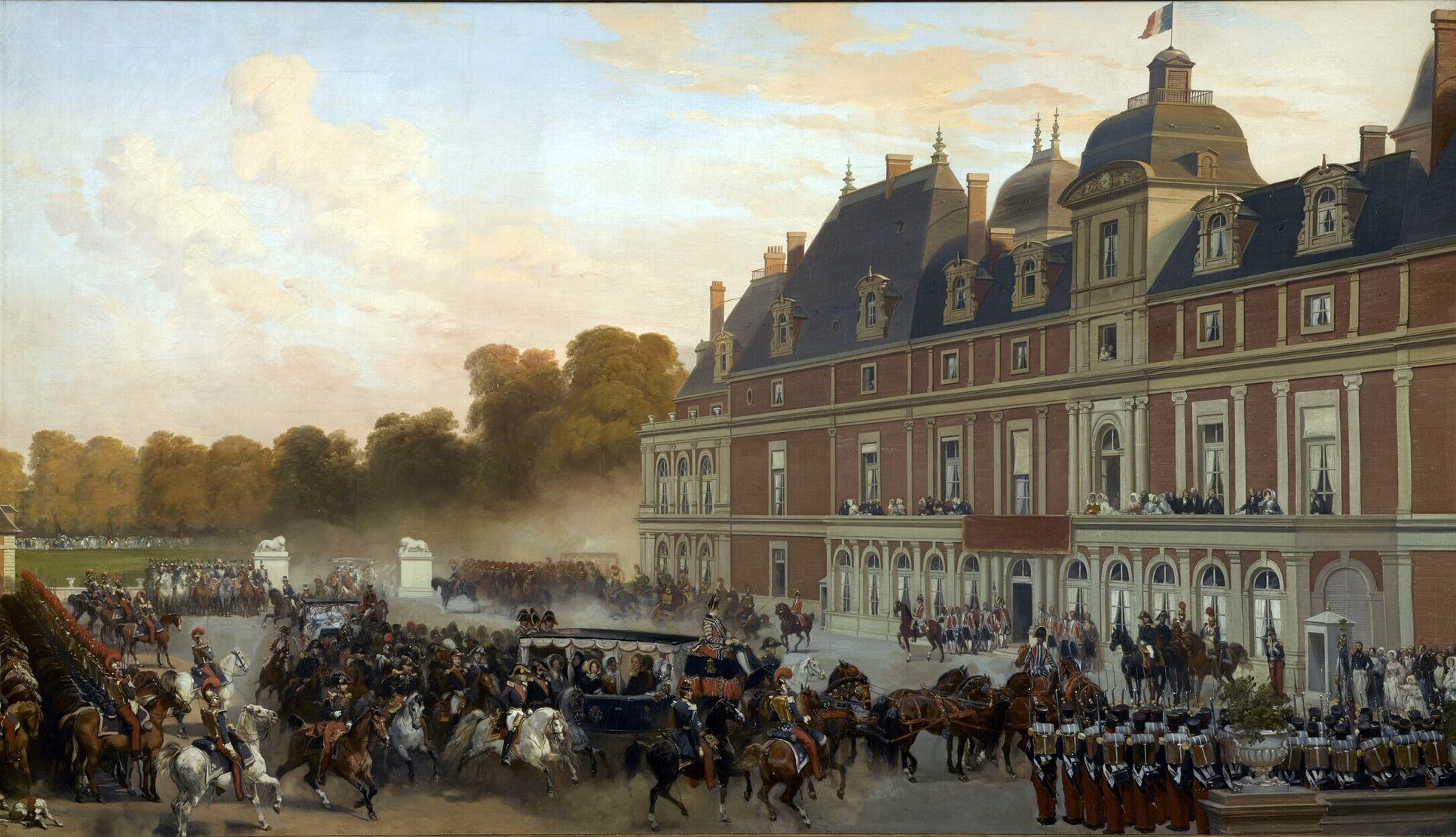
Viktória királynő fogadása az Eu kastélyban (1843).

### A franciák királynéja
1830. július 25-én X. Károly királyi rendelettel feloszlatta a Képviselőházat (Chambre de députés), ez tömeges megmozdulásokat és republikánus forrongást idézett elő Párizsban. Barrikádharcok törtek ki, ennek nyomán X. Károly elmenekült a városból, és július 29-én a trónörökössel, Lajos dauphinnel (1775–1844) együtt lemondott unokájának, Henri d’Artois-nak (1820–1883), Bordeaux hercegének javára. Unokafivérét, Lajos Fülöp orléans-i herceget régenssé nevezte ki, és megbízta a hatalom átruházásának végrehajtásával.
A többségben lévő liberális monarchista képviselők elfojtották a köztársasági felkelést, és több napig tartó tárgyalások során megegyeztek az alkotmányos monarchia fenntartásában, de a Bourbon-ház helyett az Orléans-házat nyilvánították a királyi hatalom legitim folytatójának. Mária Amália férjét, Lajos Fülöp régenst augusztus 9-én a „franciák királyává” („roi des français”) kiáltották ki, Mária Amália a „franciák királynéja” („reine des français”) címet kapta. (A korábbi uralkodók címe „Franciaország királya” („roi de France”) volt).
Feljegyezték, hogy férjének királlyá nyilvánításának hallatán Mária Amália hercegnő könnyekben tört ki: „Micsoda szerencsétlenség!”, mondta. A hercegnő egész életében az arisztokratikus méltóság, a jogszerű királyi hatalomhoz való feltétlen lojalitás, a politikai ügyektől való távolságtartás példája volt, és férjét most forma szerint liberális „trónbitorlónak” kellett (volna) tekintenie. Mária Amáliát attól is szenvedette, hogy a királynéi méltósággal járó protokoll-feladatok megzavarhatják gondtalan családi életét.
A királyi pár nyári lakhelye a normandiai Eu kastély lett (Château d’Eu, Seine-Maritime megyében). Lajos Fülöp és Mária Amália itt fogadták a Franciaországba látogató Viktória angol királynőt, 1842-ben és 1843-ban. Az uralkodók személyes találkozásai tovább erősítették a Nagy-Britannia és Franciaország között kialakulóban lévő katonai és politikai szövetséget, a „barátságos egyetértést” („Entente Cordiale”). A kastély a 20. század elejéig az orléans-i hercegek lakóhelye maradt.
1840. április 7-én Lajos Fülöp király a Pyrénées-Orientales megyében lévő Les-Bains-d’Arles községet
Mária Amália királynéról Amélie-les-Bains-nek nevezte el. (Mai neve Amélie-les-Bains-Palalda, lakóinak neve Améliens).

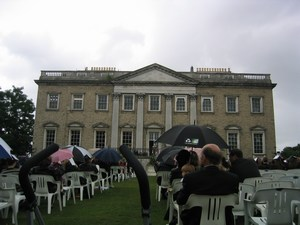
A Claremont Kastély (2004)

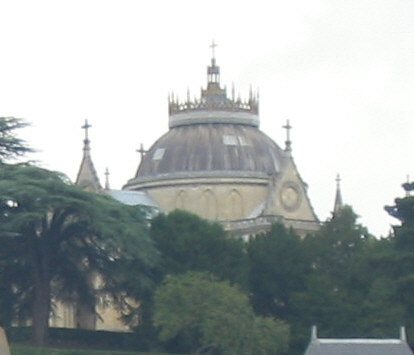
A dreux-i Szent Lajos kápolna.

### Száműzetésben
Uralkodóként Lajos Fülöp eltávolodott korábbi liberális eszméitől, csatlakozott a Szent Szövetséghez, és fokozatosan visszaállította a főnemesi osztály hatalmát és 1789 előtt élvezett előjogait. Ez társadalmi elégedetlenséghez vezetett, amit az ipari forradalom által okozott szociális problémák súlyosbítottak. Az 1848. februári polgári forradalom megdöntötte a monarchiát. Mária Amália férjével együtt Angliába menekült. Surrey grófságban, a Claremont udvarházban telepedtek le, amelyet Viktória királynő bocsátott rendelkezésükre. A „Neuilly grófja és grófnéja” címzetes rangot (titre de courtoisie) viselték. Mária Amália kegyes gondolkodásmódjával és jótékonyságával kivívta a brit főúri társaságok megbecsülését.
Sohasem tértek vissza Franciaországba. Férje, Lajos Fülöp 1850-ben elhunyt. Mária Amália 16 évvel élte őt túl, 1866. március 24-én halt meg. 1876-ban mindkettőjük testét hazaszállították, és az Orléans-i család temetkezőhelyén, a dreux-i Szent Lajos Királyi Kápolnában temették el.